# Serie A1 (pallavolo femminile)
La Serie A1, massima divisione del campionato italiano, è una competizione pallavolistica per squadre di club italiane femminili, organizzata con cadenza annuale dalla Lega Pallavolo Serie A femminile.

## Edizioni
| Dal 1946 al 1977 la competizione è denominata Serie A |                        |                        |                        |
| 1946 Dettagli                                         | Amatori Bergamo        | -                      | -                      |
| 1947 Dettagli                                         | Amatori Bergamo        | -                      | -                      |
| 1948 Dettagli                                         | Invicta Trieste        | -                      | -                      |
| 1949 Dettagli                                         | Invicta Trieste        | FARI Bergamo           | Lega Nazionale Trieste |
| 1950 Dettagli                                         | Lega Nazionale Trieste | FARI Bergamo           | Invicta Trieste        |
| 1951 Dettagli                                         | FARI Brescia           | Invicta Trieste        | Lega Nazionale Trieste |
| 1952 Dettagli                                         | FARI Brescia           | Invicta Trieste        | Pavoniana              |
| 1953 Dettagli                                         | Audax Modena           | FARI Brescia           | FARI Bergamo           |
| 1954 Dettagli                                         | Indomita Modena        | Audax Modena           | Reggio Emilia          |
| 1955 Dettagli                                         | Indomita Modena        | Audax Modena           | FARI Bergamo           |
| 1956 Dettagli                                         | Audax Modena           | Indomita Modena        | Libertas Palermo       |
| 1957 Dettagli                                         | Audax Modena           | Indomita Modena        | Rizzoli                |
| 1958 Dettagli                                         | Audax Modena           | Rizzoli                | Indomita Modena        |
| 1959 Dettagli                                         | Audax Modena           | Spes Trieste           | Indomita Modena        |
| 1960 Dettagli                                         | Spes Trieste           | SAVES                  | Sestese                |
| 1961 Dettagli                                         | Spes Trieste           | SAVES                  | Muratori Vignola       |
| 1962 Dettagli                                         | Spes Trieste           | Muratori Vignola       | Indomita Modena        |
| 1962-63 Dettagli                                      | Muratori Vignola       | Indomita Modena        | Sestese                |
| 1963-64 Dettagli                                      | Sestese                | Muratori Vignola       | Indomita Modena        |
| 1964-65 Dettagli                                      | Reggio Emilia          | Modena                 | Muratori Vignola       |
| 1965-66 Dettagli                                      | Reggio Emilia          | Indomita Modena        | Modena                 |
| 1966-67 Dettagli                                      | Reggio Emilia          | Indomita Modena        | Fini Modena            |
| 1967-68 Dettagli                                      | Reggio Emilia          | Fini Modena            | Modena                 |
| 1968-69 Dettagli                                      | Fini Modena            | Reggio Emilia          | CUS Parma              |
| 1969-70 Dettagli                                      | Fini Modena            | CUS Parma              | Reggio Emilia          |
| 1970-71 Dettagli                                      | CUS Parma              | Fini Modena            | Sacile                 |
| 1971-72 Dettagli                                      | Fini Modena            | Reggio Emilia          | CUS Parma              |
| 1972-73 Dettagli                                      | Fini Modena            | Reggio Emilia          | CUS Parma              |
| 1973-74 Dettagli                                      | Robur                  | Reggio Emilia          | CUS Parma              |
| 1974-75 Dettagli                                      | Robur                  | Modena                 | Alzano Lombardo        |
| 1975-76 Dettagli                                      | Robur                  | Arbor                  | Alzano Lombardo        |
| 1976-77 Dettagli                                      | Alzano Lombardo        | Alma Juventus Fano     | Nike                   |
| Dal 1977 la competizione è denominata Serie A1        |                        |                        |                        |
| 1977-78 Dettagli                                      | Arbor                  | Cecina                 | Alzano Lombardo        |
| 1978-79 Dettagli                                      | Amatori Bari           | Reggio Emilia          | Alzano Lombardo        |
| 1979-80 Dettagli                                      | Nike                   | Reggio Emilia          | Cecina                 |
| 1980-81 Dettagli                                      | Olimpia Ravenna        | Reggio Emilia          | Alzano Lombardo        |
| 1981-82 Dettagli                                      | Olimpia Ravenna        | Reggio Emilia          | Modena                 |
| 1982-83 Dettagli                                      | Olimpia Ravenna        | Reggio Emilia          | Modena                 |
| 1983-84 Dettagli                                      | Olimpia Ravenna        | Amatori Bari           | -                      |
| 1984-85 Dettagli                                      | Olimpia Ravenna        | Reggio Emilia          | -                      |
| 1985-86 Dettagli                                      | Olimpia Ravenna        | Modena                 | -                      |
| 1986-87 Dettagli                                      | Olimpia Ravenna        | Modena                 | -                      |
| 1987-88 Dettagli                                      | Olimpia Ravenna        | Modena                 | -                      |
| 1988-89 Dettagli                                      | Olimpia Ravenna        | San Lazzaro            | -                      |
| 1989-90 Dettagli                                      | Olimpia Ravenna        | Reggio Emilia          | -                      |
| 1990-91 Dettagli                                      | Olimpia Ravenna        | Sirio Perugia          | -                      |
| 1991-92 Dettagli                                      | Matera                 | Sirio Perugia          | -                      |
| 1992-93 Dettagli                                      | Matera                 | Olimpia Ravenna        | -                      |
| 1993-94 Dettagli                                      | Matera                 | Modena                 | -                      |
| 1994-95 Dettagli                                      | Matera                 | Modena                 | -                      |
| 1995-96 Dettagli                                      | Bergamo                | Modena                 | -                      |
| 1996-97 Dettagli                                      | Bergamo                | Modena                 | -                      |
| 1997-98 Dettagli                                      | Bergamo                | Reggio Emilia          | -                      |
| 1998-99 Dettagli                                      | Bergamo                | Virtus Reggio Calabria | -                      |
| 1999-00 Dettagli                                      | Modena                 | Virtus Reggio Calabria | -                      |
| 2000-01 Dettagli                                      | Non assegnato          | Non assegnato          | Non assegnato          |
| 2001-02 Dettagli                                      | Bergamo                | AGIL                   | -                      |
| 2002-03 Dettagli                                      | Sirio Perugia          | AGIL                   | -                      |
| 2003-04 Dettagli                                      | Bergamo                | Asystel                | -                      |
| 2004-05 Dettagli                                      | Sirio Perugia          | Bergamo                | -                      |
| 2005-06 Dettagli                                      | Bergamo                | Giannino Pieralisi     | -                      |
| 2006-07 Dettagli                                      | Sirio Perugia          | Giannino Pieralisi     | -                      |
| 2007-08 Dettagli                                      | Robursport Pesaro      | Sirio Perugia          | -                      |
| 2008-09 Dettagli                                      | Robursport Pesaro      | Asystel                | -                      |
| 2009-10 Dettagli                                      | Robursport Pesaro      | Villa Cortese          | -                      |
| 2010-11 Dettagli                                      | Bergamo                | Villa Cortese          | -                      |
| 2011-12 Dettagli                                      | Busto Arsizio          | Villa Cortese          | -                      |
| 2012-13 Dettagli                                      | River                  | Imoco                  | -                      |
| 2013-14 Dettagli                                      | River                  | Busto Arsizio          | -                      |
| 2014-15 Dettagli                                      | Casalmaggiore          | AGIL                   | -                      |
| 2015-16 Dettagli                                      | Imoco                  | River                  | -                      |
| 2016-17 Dettagli                                      | AGIL                   | River                  | -                      |
| 2017-18 Dettagli                                      | Imoco                  | AGIL                   | -                      |
| 2018-19 Dettagli                                      | Imoco                  | AGIL                   | -                      |
| 2019-20 Dettagli                                      | Non assegnato          | Non assegnato          | Non assegnato          |
| 2020-21 Dettagli                                      | Imoco                  | AGIL                   | -                      |
| 2021-22 Dettagli                                      | Imoco                  | Pro Victoria           | -                      |
| 2022-23 Dettagli                                      | Imoco                  | Pro Victoria           | -                      |
| 2023-24 Dettagli                                      | Imoco                  | Savino Del Bene        | -                      |
| 2024-25 Dettagli                                      | Imoco                  | Pro Victoria           | -                      |

## Palmarès
| Squadra                | Titolo | Edizione                                                                                          |
| ---------------------- | ------ | ------------------------------------------------------------------------------------------------- |
| Olimpia Teodora        | 11     | 1980-81, 1981-82, 1982-83, 1983-84, 1984-85, 1985-86, 1986-87, 1987-88, 1988-89, 1989-90, 1990-91 |
| Bergamo                | 8      | 1995-96, 1996-97, 1997-98, 1998-99, 2001-02, 2003-04, 2005-06, 2010-11                            |
| Imoco                  | 8      | 2015-16, 2017-18, 2018-19, 2020-21, 2021-22, 2022-23, 2023-24, 2024-25                            |
| Audax Modena           | 5      | 1953, 1956, 1957, 1958, 1959                                                                      |
| Reggio Emilia          | 4      | 1964-65, 1965-66, 1966-67, 1967-68                                                                |
| Fini Modena            | 4      | 1968-69, 1969-70, 1971-72, 1972-73                                                                |
| Matera                 | 4      | 1991-92, 1992-93, 1993-94, 1994-95                                                                |
| Spes Trieste           | 3      | 1960, 1961, 1962                                                                                  |
| Robur                  | 3      | 1973-74, 1974-75, 1975-76                                                                         |
| Sirio Perugia          | 3      | 2002-03, 2004-05, 2006-07                                                                         |
| Robursport Pesaro      | 3      | 2007-08, 2008-09, 2009-10                                                                         |
| Amatori Bergamo        | 2      | 1946, 1947                                                                                        |
| Invicta Trieste        | 2      | 1948, 1949                                                                                        |
| FARI Brescia           | 2      | 1951, 1952                                                                                        |
| Indomita Modena        | 2      | 1954, 1955                                                                                        |
| River                  | 2      | 2012-13, 2013-14                                                                                  |
| Lega Nazionale Trieste | 1      | 1950                                                                                              |
| Muratori Vignola       | 1      | 1962-63                                                                                           |
| Sestese                | 1      | 1963-64                                                                                           |
| CUS Parma              | 1      | 1971-72                                                                                           |
| Alzano Lombardo        | 1      | 1976-77                                                                                           |
| Arbor                  | 1      | 1977-78                                                                                           |
| Amatori Bari           | 1      | 1978-79                                                                                           |
| Nike                   | 1      | 1979-80                                                                                           |
| Modena                 | 1      | 1999-00                                                                                           |
| UYBA                   | 1      | 2011-12                                                                                           |
| Casalmaggiore          | 1      | 2014-15                                                                                           |
| AGIL                   | 1      | 2016-17                                                                                           |